# Betpouy
Betpouy est une commune française située dans le nord-est du département des Hautes-Pyrénées, en région Occitanie. Sur le plan historique et culturel, la commune est dans la région gasconne de Magnoac, située sur le plateau de Lannemezan, qui reprend une partie de l’ancien Nébouzan, qui possédait plusieurs enclaves au cœur de la province de Comminges et a évolué dans ses frontières jusqu’à plus ou moins disparaitre.
Exposée à un climat océanique altéré, elle est drainée par la Baïse, la Sole, le ruisseau de Pesqué et par un autre cours d'eau.
Betpouy est une commune rurale qui compte 74 habitants en 2022, après avoir connu un pic de population de 229 habitants en 1846..
Ses habitants sont appelés les Betpouyens.

### Paysages et relief

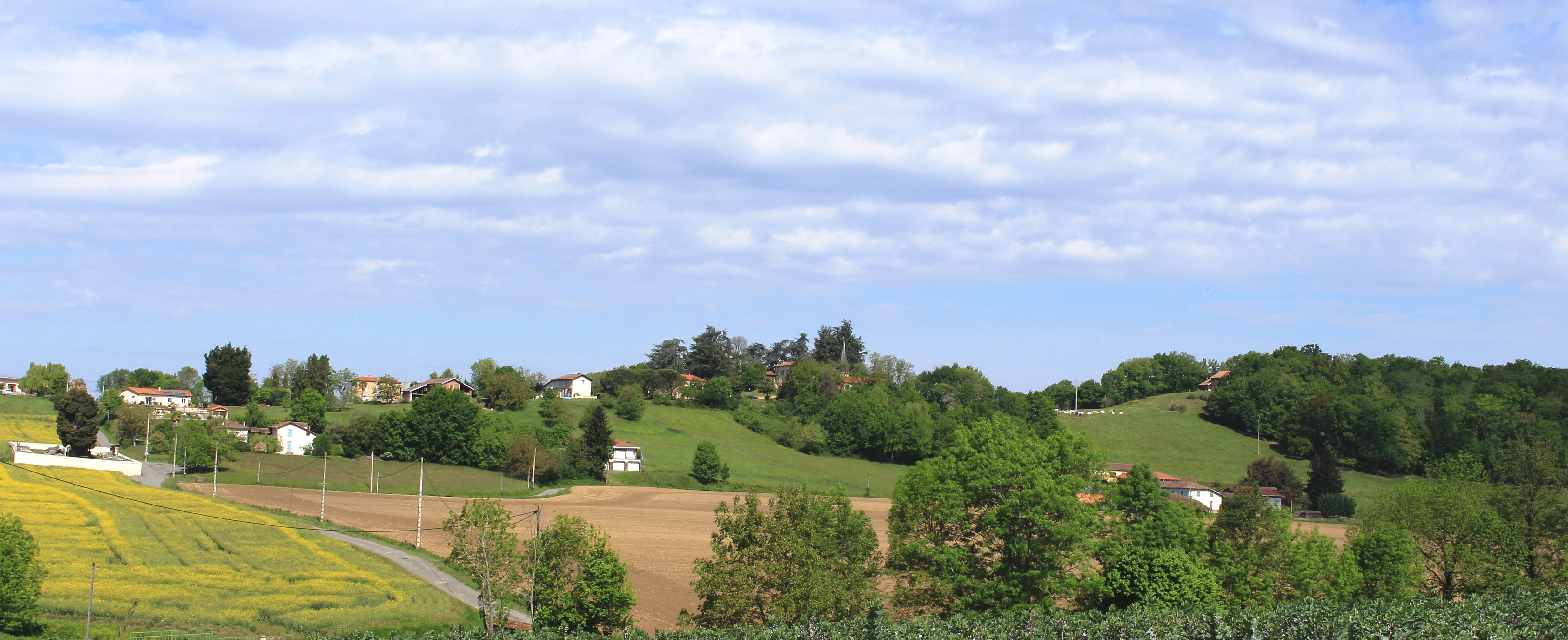
Vue du village.

## Géographie

### Localisation
La commune de Betpouy se trouve dans le département des Hautes-Pyrénées, en région Occitanie.
Elle se situe à 32 km à vol d'oiseau de Tarbes, préfecture du département, et à 9 km de Trie-sur-Baïse, bureau centralisateur du canton des Coteaux dont dépend la commune depuis 2015 pour les élections départementales.
La commune fait en outre partie du bassin de vie de Boulogne-sur-Gesse.
Les communes les plus proches sont : 
Barthe (1,2 km), Hachan (1,3 km), Organ (2,0 km), Vieuzos (2,0 km), Campuzan (2,5 km), Cizos (3,0 km), Puntous (3,3 km), Caubous (3,6 km).
Sur le plan historique et culturel, Betpouy fait partie de la région gasconne de Magnoac, située sur le plateau de Lannemezan, qui reprend une partie de l’ancien Nébouzan, qui possédait plusieurs enclaves au cœur de la province de Comminges et a évolué dans ses frontières jusqu’à plus ou moins disparaitre.
| Hachan          | Puntous | Barthe |
| Campuzan        | Betpouy | Organ  |
| Tournous-Devant | Vieuzos | Cizos  |

### Hydrographie
La Petite Baïse, affluent de rive droite de la Baïse, traverse la commune du sud au nord en partie ouest du village.

Le Ruisseau de La Sole, affluent de rive droite de la Petite Baïse, arrose la commune du sud au nord en partie est des habitations.

Le Ruisseau Le Pesqués, affluent de rive gauche de la Baïsole, la traverse du sud au nord et forme la limite ouest avec la commune de Campuzan.

Le Ruisseau de Higué, affluent de rive droite de  La Sole, forme une partie de la limite nord-est avec la commune d'Organ.

Un canal d'irrigation provenant du canal de la Neste traverse le village en direction du Gers au nord.

### Climat
Le climat qui caractérise la commune est qualifié, en 2010, de « climat océanique altéré », selon la typologie des climats de la France qui compte alors huit grands types de climats en métropole. En 2020, la commune ressort du même type de climat dans la classification établie par Météo-France, qui ne compte désormais, en première approche, que cinq grands types de climats en métropole. Il s’agit d’une zone de transition entre le climat océanique et les climats de montagne et le climat semi-continental. Les écarts de température entre hiver et été augmentent avec l'éloignement de la mer. La pluviométrie est plus faible qu'en bord de mer, sauf aux abords des reliefs.
Les paramètres climatiques qui ont permis d’établir la typologie de 2010 comportent six variables pour les températures et huit pour les précipitations, dont les valeurs correspondent à la normale 1971-2000. Les sept principales variables caractérisant la commune sont présentées dans l'encadré ci-après.
| Paramètres climatiques communaux sur la période 1971-2000 - Moyenne annuelle de température : 12,5 °C - Nombre de jours avec une température inférieure à −5 °C : 2,4 j - Nombre de jours avec une température supérieure à 30 °C : 5,9 j - Amplitude thermique annuelle : 14,8 °C - Cumuls annuels de précipitation : 943 mm - Nombre de jours de précipitation en janvier : 10 j - Nombre de jours de précipitation en juillet : 6,9 j |

Avec le changement climatique, ces variables ont évolué. Une étude réalisée en 2014 par la Direction générale de l'Énergie et du Climat complétée par des études régionales prévoit en effet que la  température moyenne devrait croître et la pluviométrie moyenne baisser, avec toutefois de fortes variations régionales. Ces changements peuvent être constatés sur la station météorologique de Météo-France la plus proche, « Castelnau-Magnoac », sur la commune de Castelnau-Magnoac, mise en service en 1986 et qui se trouve à 4 km à vol d'oiseau,, où la température moyenne annuelle est de 12,6 °C et la hauteur de précipitations de 861,3 mm pour la période 1981-2010.
Sur la station météorologique historique la plus proche, « Tarbes-Lourdes-Pyrénées », sur la commune d'Ossun, mise en service en 1946 et à 41 km, la température moyenne annuelle évolue de 12,2 °C pour la période 1971-2000, à 12,6 °C pour 1981-2010, puis à 12,9 °C pour 1991-2020.

### Milieux naturels et biodiversité
Aucun espace naturel présentant un intérêt patrimonial n'est recensé sur la commune dans l'inventaire national du patrimoine naturel,,.

## Urbanisme

### Typologie
Au 1er janvier 2024, Betpouy est catégorisée commune rurale à habitat très dispersé, selon la nouvelle grille communale de densité à sept niveaux définie par l'Insee en 2022.
Elle est située hors unité urbaine et hors attraction des villes,.

### Occupation des sols
L'occupation des sols de la commune, telle qu'elle ressort de la base de données européenne d’occupation biophysique des sols Corine Land Cover (CLC), est marquée par l'importance des territoires agricoles (66,5 % en 2018), une proportion identique à celle de 1990 (66,5 %). La répartition détaillée en 2018 est la suivante : 
terres arables (49,1 %), forêts (33,5 %), zones agricoles hétérogènes (16,2 %), prairies (1,1 %).
L'IGN met par ailleurs à disposition un outil en ligne permettant de comparer l’évolution dans le temps de l’occupation des sols de la commune (ou de territoires à des échelles différentes). Plusieurs époques sont accessibles sous forme de cartes ou photos aériennes : la carte de Cassini (XVIIIe siècle), la carte d'état-major (1820-1866) et la période actuelle (1950 à aujourd'hui).

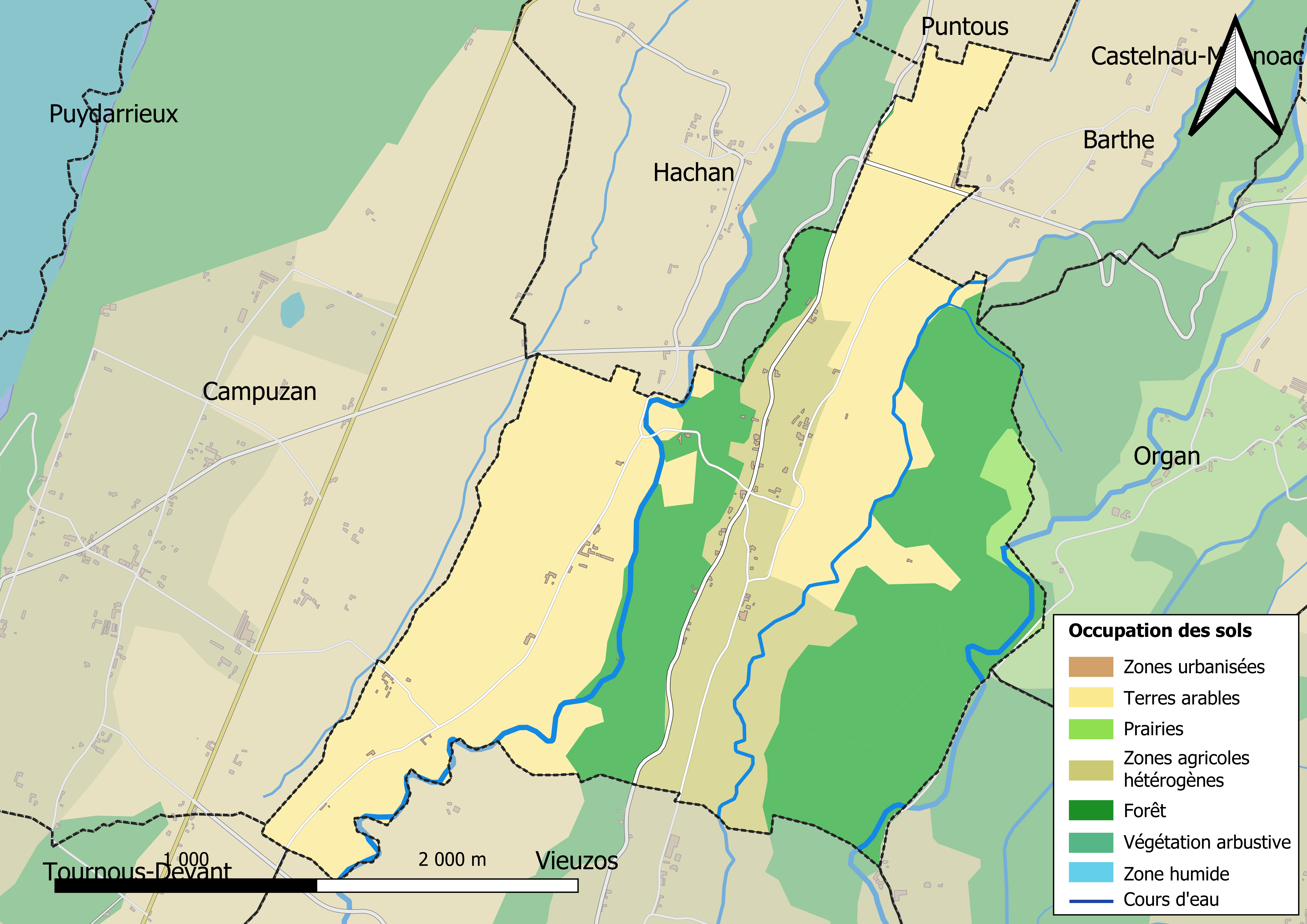
Carte des infrastructures et de l'occupation des sols en 2018 (CLC) de la commune.
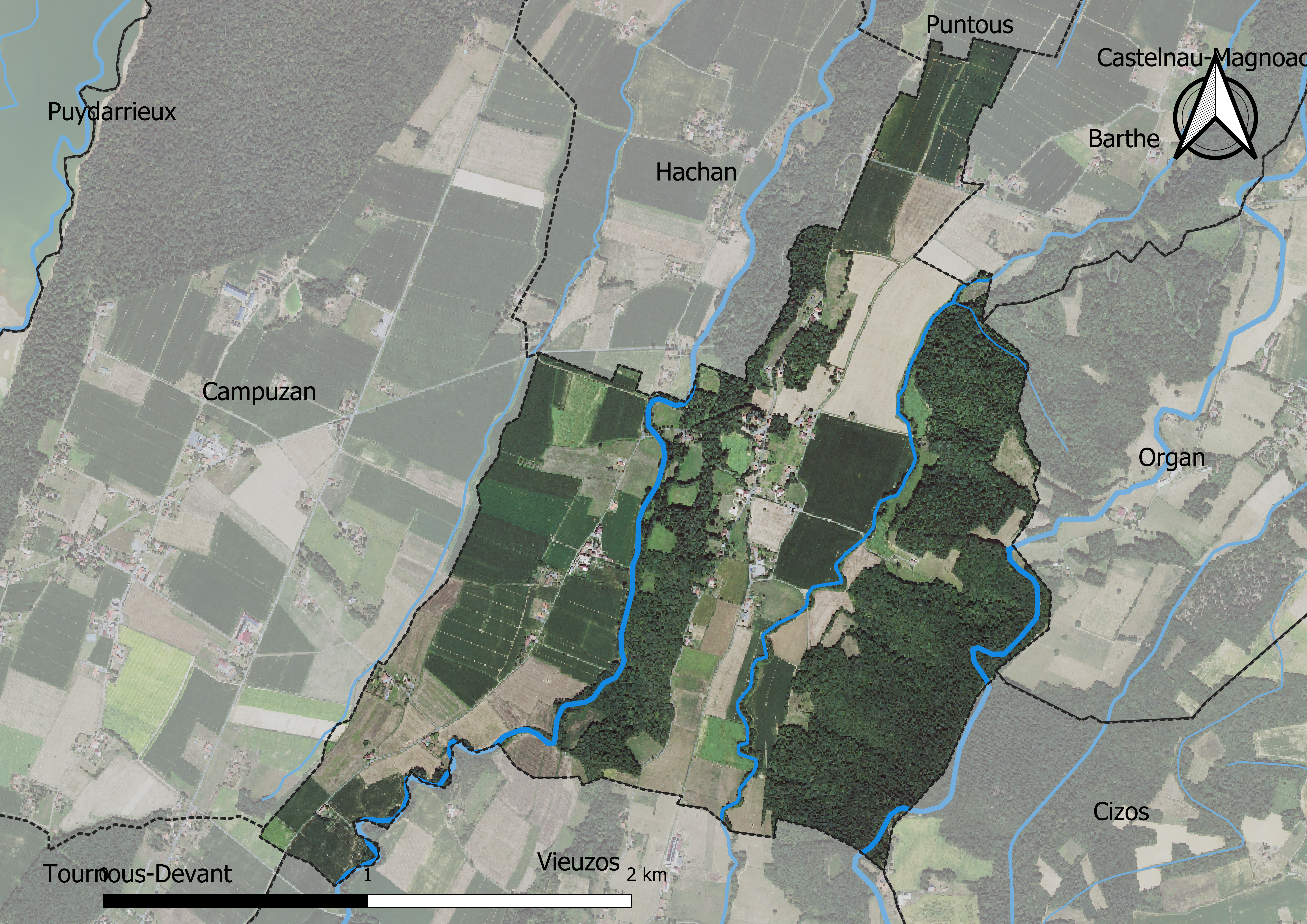
Carte orthophotogrammétrique de la commune.

### Logement
En 2012, le nombre total de logements dans la commune est de 38.

Parmi ces logements, 79,2 % sont des résidences principales, 13,0 % des résidences secondaires et 7,8 % des logements vacants.

### Voies de communication et transports
Cette commune est desservie par les routes départementales D 21 et D 23.

### Risques majeurs
Le territoire de la commune de Betpouy est vulnérable à différents aléas naturels : météorologiques (tempête, orage, neige, grand froid, canicule ou sécheresse), mouvements de terrains et séisme (sismicité modérée). Un site publié par le BRGM permet d'évaluer simplement et rapidement les risques d'un bien localisé soit par son adresse soit par le numéro de sa parcelle.
Betpouy est exposée au risque de feu de forêt. Un plan départemental de protection des forêts contre les incendies a été approuvé par arrêté préfectoral le 21 avril 2020 pour la période 2020-2029. Le précédent couvrait la période 2007-2017. L’emploi du feu est régi par deux types de réglementations. D’abord le code forestier et l’arrêté préfectoral du 27 octobre 2014, qui réglementent l’emploi du feu à moins de 200 m des espaces naturels combustibles sur l’ensemble du département. Ensuite celle établie dans le cadre de la lutte contre la pollution de l’air, qui interdit le brûlage des déchets verts des particuliers. L’écobuage est quant à lui réglementé dans le cadre de commissions locales d’écobuage (CLE)

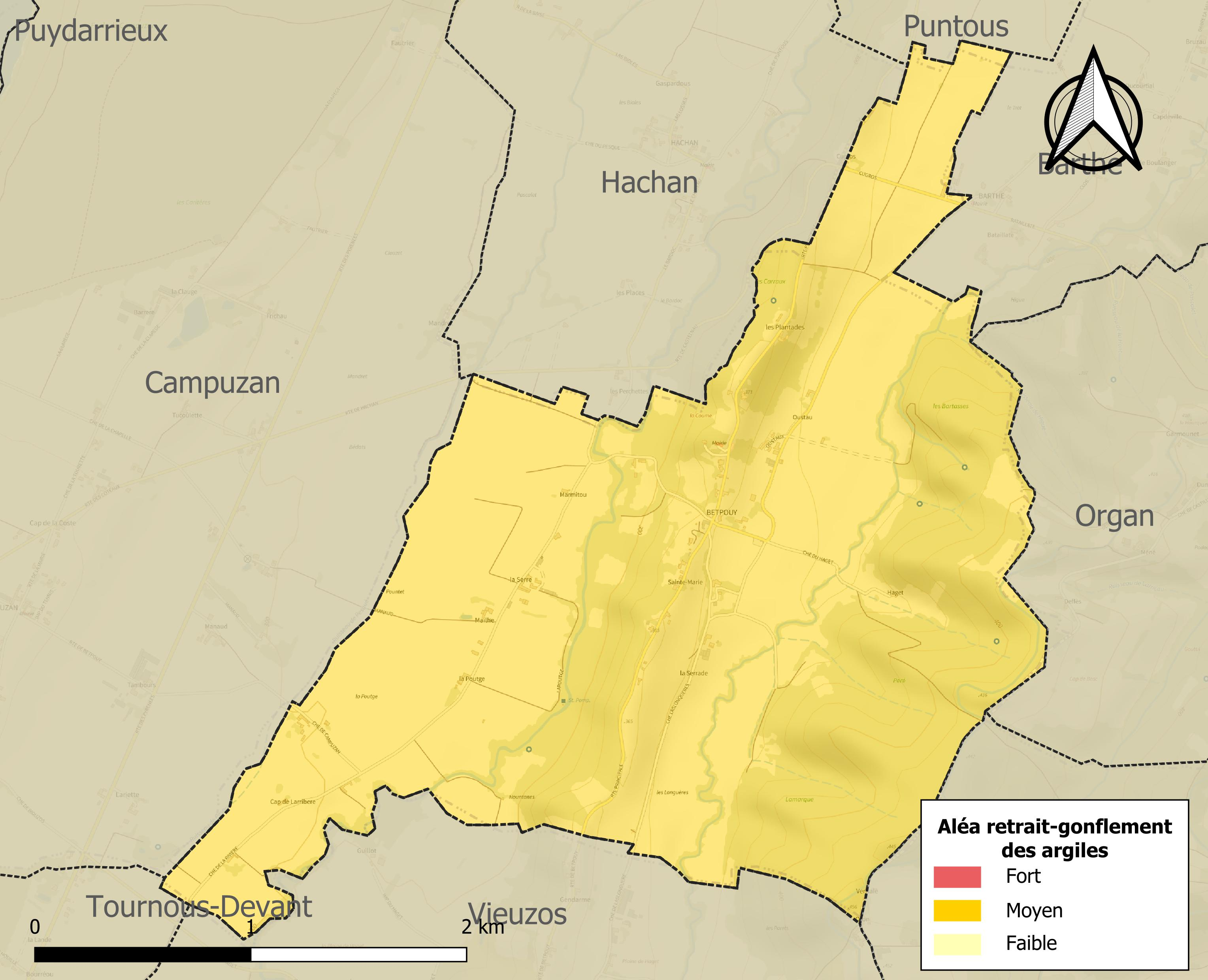
Carte des zones d'aléa retrait-gonflement des sols argileux de Betpouy.

Les mouvements de terrains susceptibles de se produire sur la commune sont des tassements différentiels.
Le retrait-gonflement des sols argileux est susceptible d'engendrer des dommages importants aux bâtiments en cas d’alternance de périodes de sécheresse et de pluie. La totalité de la commune est en aléa moyen ou fort (44,5 % au niveau départemental et 48,5 % au niveau national). Sur les 41 bâtiments dénombrés sur la commune en 2019, 41 sont en aléa moyen ou fort, soit 100 %, à comparer aux 75 % au niveau départemental et 54 % au niveau national. Une cartographie de l'exposition du territoire national au retrait gonflement des sols argileux est disponible sur le site du BRGM,.
Par ailleurs, afin de mieux appréhender le risque d’affaissement de terrain, l'inventaire national des cavités souterraines permet de localiser celles situées sur la commune.
La commune a été reconnue en état de catastrophe naturelle au titre des dommages causés par les inondations et coulées de boue survenues en 1982, 1999 et 2009. Concernant les mouvements de terrains, la commune a été reconnue en état de catastrophe naturelle au titre des dommages causés par la sécheresse en 1989 et 2017 et par des mouvements de terrain en 1999.

## Toponymie

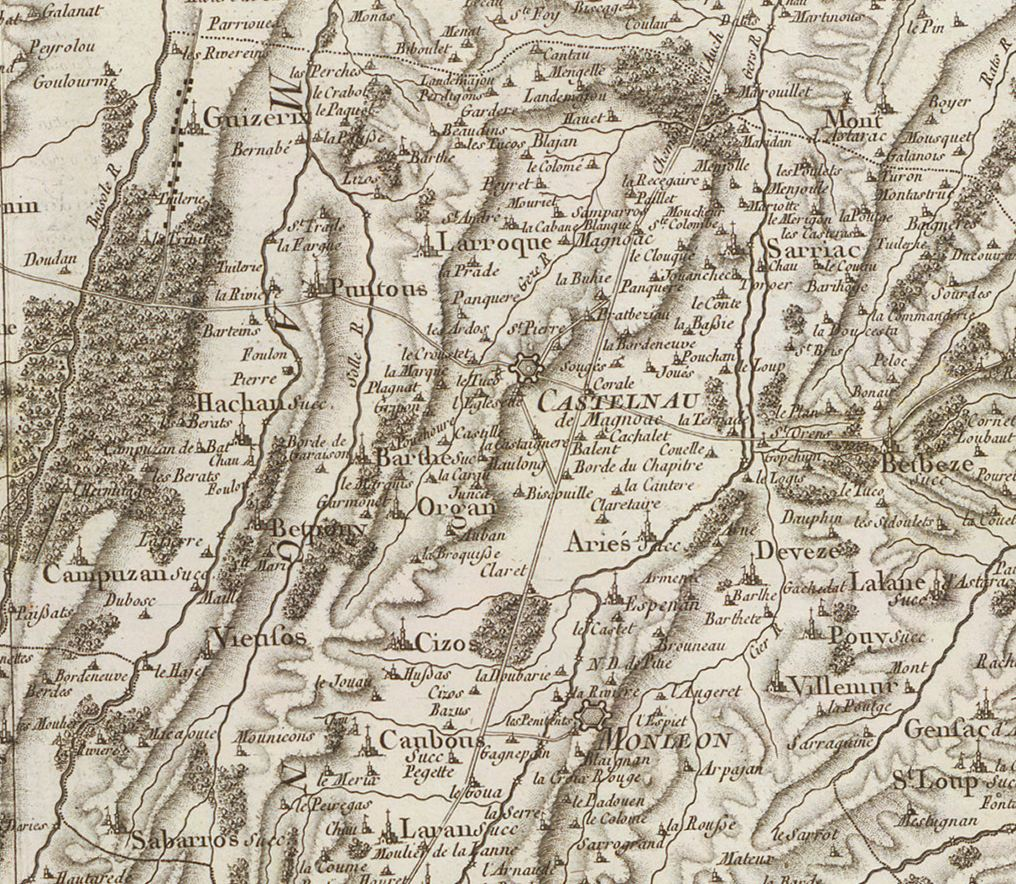
Extrait de la carte de Cassini (entre 1756 et 1789) situant Betpouy au sud-ouest de Castelnau-Magnoac.

On trouvera les principales informations dans le Dictionnaire toponymique des communes des Hautes-Pyrénées de Michel Grosclaude et Jean-François Le Nail qui rapporte les dénominations historiques du village :
Dénominations historiques :
- Arnaldus de Bellopodio, latin (v. 1170, cartulaire de Berdoues) ;
- Roggerius de Belpoi, latin et gascon (1213, cartulaire Berdoues) ;
- Elfaub de Belpoi (1238, ibid.) ;
- Rodgerius de Bedpoi, latin et gascon (v. 1250, cartulaire Berdoues) ;
- de Bellopodio, latin (1383-1384, procuration Auch) ;
- de Bello Podio, latin (1405, décime d'Auch ; XVe siècle, taxes Auch) ;
- Betpouey (1790, Département 2 ; 1801, Département 3) ;
- Betpouy (1806, Laboulinière).

Étymologie : du gascon bèth (= beau) et poi (= hauteur) : latin bellum podium.
Nom occitan : Bèthpoi.

## Histoire

### Cadastre napoléonien de Betpouy
Le plan cadastral napoléonien de Betpouy est consultable sur le site des archives départementales des Hautes-Pyrénées.

## Politique et administration

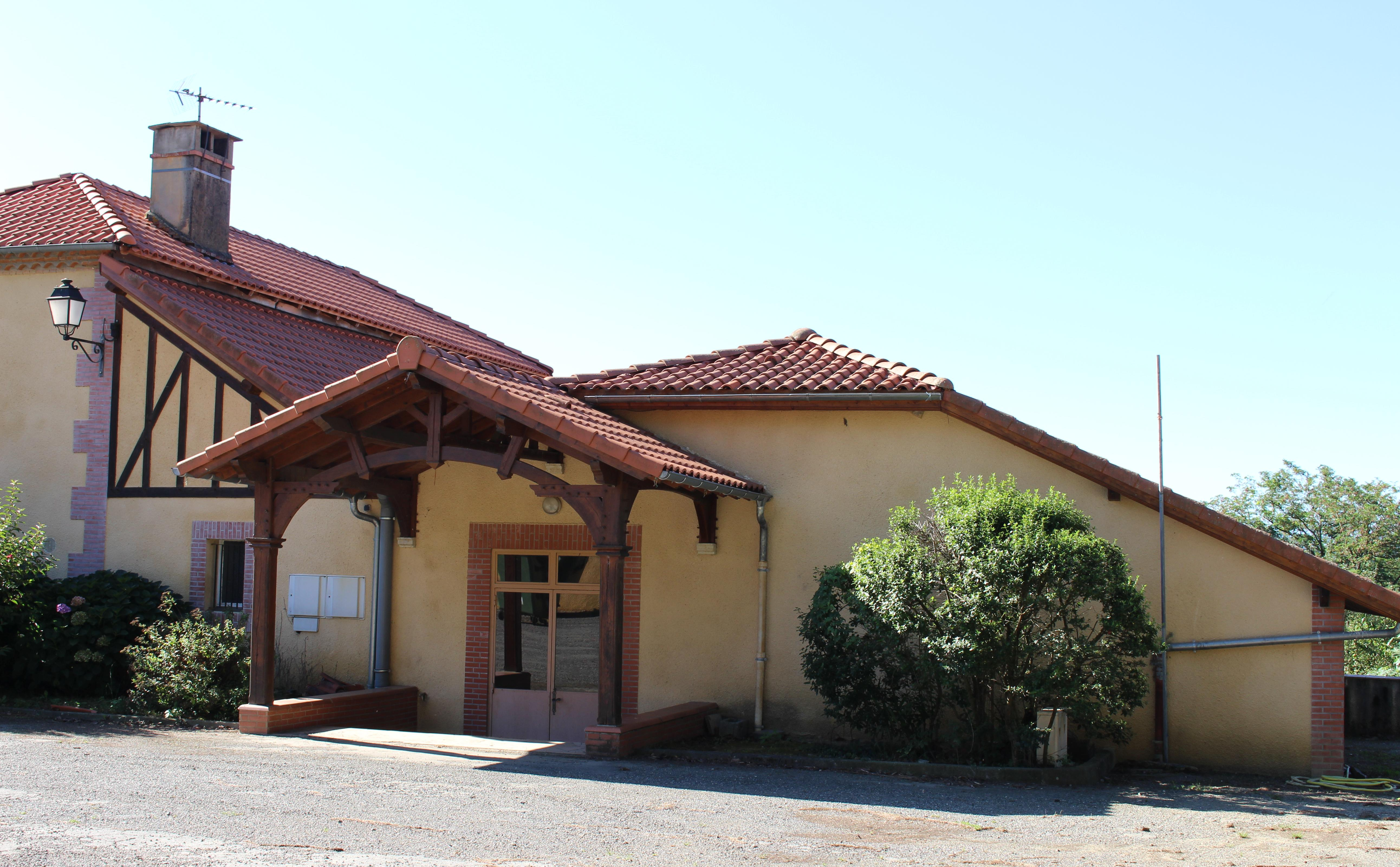
La mairie en 2015.

### Liste des maires
| Période                                  | Période   | Identité          | Étiquette | Qualité |
| ---------------------------------------- | --------- | ----------------- | --------- | ------- |
| Les données manquantes sont à compléter. |           |                   |           |         |
|                                          |           |                   |           |         |
| avant 1988                               | mars 2008 | Michel Navarre    |           |         |
| mars 2008                                | en cours  | Jean-Marc Verdier | SE        |         |

### Rattachements administratifs et électoraux

#### Historique administratif
Sénéchaussée d'Auch, pays des Quatre-Vallées, vallée de Magnoac, baronnie de Betpouy, canton de  Castelnau-Magnoac (1790).

#### Intercommunalité
Betpouy appartient à la communauté de communes du Pays de Trie et du Magnoac créée en janvier 2017 et qui réunit 50 communes.
La commune est également membre du SIVOM de Saint-Gaudens Montréjeau Aspet Magnoac.

## Population et société

### Démographie

#### Évolution démographique
| 1793 | 1800 | 1806 | 1821 | 1831 | 1836 | 1841 | 1846 | 1851 |
| ---- | ---- | ---- | ---- | ---- | ---- | ---- | ---- | ---- |
| 187  | 136  | 202  | 177  | 214  | 215  | 211  | 229  | 214  |

| 1856 | 1861 | 1866 | 1872 | 1876 | 1881 | 1886 | 1891 | 1896 |
| ---- | ---- | ---- | ---- | ---- | ---- | ---- | ---- | ---- |
| 210  | 222  | 212  | 197  | 212  | 190  | 191  | 163  | 146  |

| 1901 | 1906 | 1911 | 1921 | 1926 | 1931 | 1936 | 1946 | 1954 |
| ---- | ---- | ---- | ---- | ---- | ---- | ---- | ---- | ---- |
| 137  | 150  | 139  | 109  | 113  | 122  | 92   | 96   | 97   |

| 1962 | 1968 | 1975 | 1982 | 1990 | 1999 | 2006 | 2011 | 2016 |
| ---- | ---- | ---- | ---- | ---- | ---- | ---- | ---- | ---- |
| 86   | 69   | 65   | 68   | 81   | 72   | 73   | 78   | 77   |

| 2021 | 2022 | - | - | - | - | - | - | - |
| ---- | ---- | - | - | - | - | - | - | - |
| 76   | 74   | - | - | - | - | - | - | - |

## Économie

### Emploi
|                | 2008  | 2013  | 2018  |
| -------------- | ----- | ----- | ----- |
| Commune        | 6,7 % | 3,6 % | 3,6 % |
| Département    | 7,7 % | 9,4 % | 9,8 % |
| France entière | 8,3 % | 10 %  | 10 %  |

En 2018, la population âgée de 15 à 64 ans s'élève à 56 personnes, parmi lesquelles on compte 81,8 % d'actifs (78,2 % ayant un emploi et 3,6 % de chômeurs) et 18,2 % d'inactifs,. Depuis 2008, le taux de chômage communal (au sens du recensement) des 15-64 ans est inférieur à celui de la France et du département.
La commune est hors attraction des villes,. Elle compte 11 emplois en 2018, contre 11 en 2013 et 8 en 2008. Le nombre d'actifs ayant un emploi résidant dans la commune est de 44, soit un indicateur de concentration d'emploi de 25,5 % et un taux d'activité parmi les 15 ans ou plus de 66,2 %.
Sur ces 44 actifs de 15 ans ou plus ayant un emploi, 9 travaillent dans la commune, soit 21 % des habitants. Pour se rendre au travail, 86 % des habitants utilisent un véhicule personnel ou de fonction à quatre roues et 14 % n'ont pas besoin de transport (travail au domicile).

## Culture locale et patrimoine

### Lieux et monuments

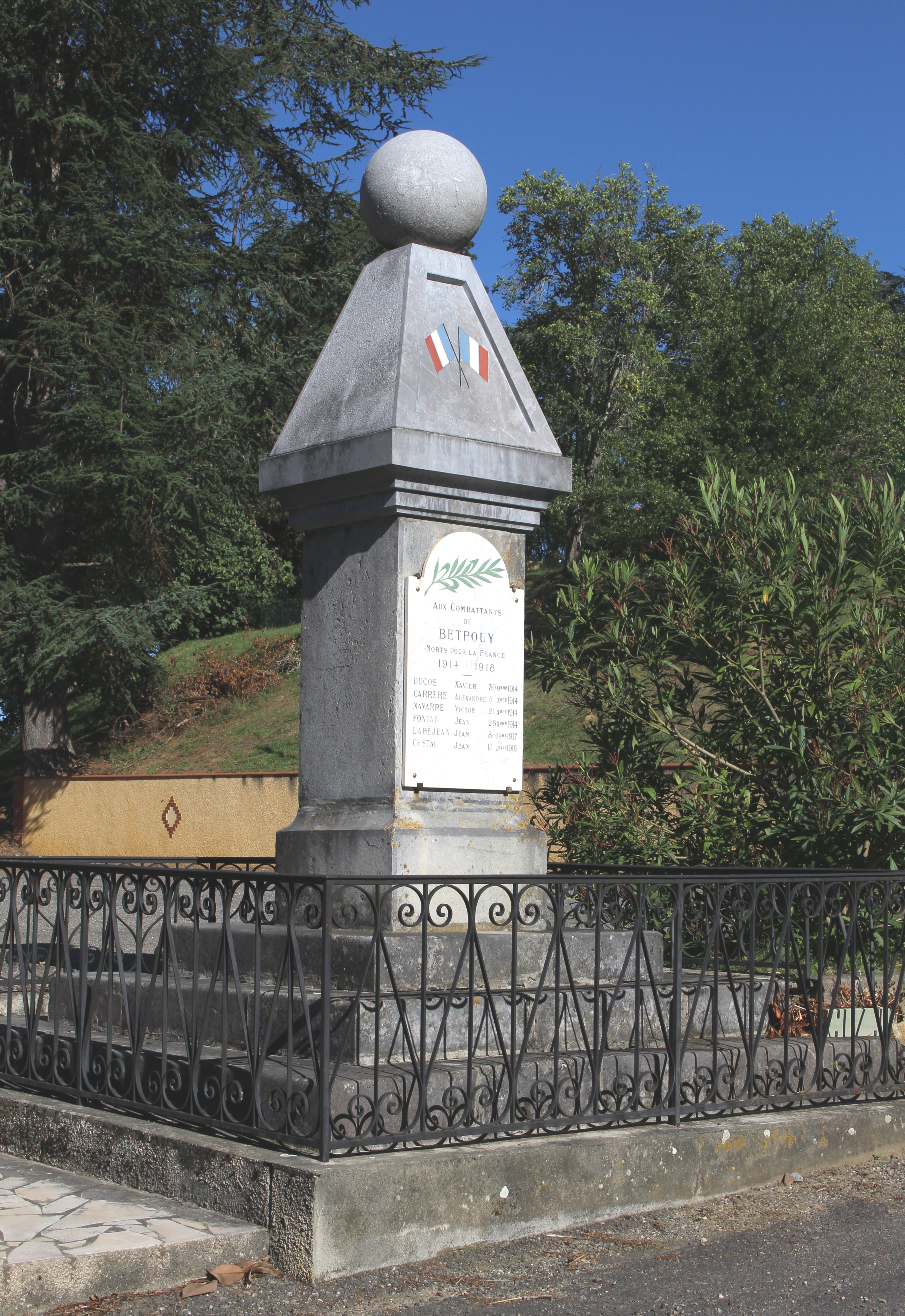
Le monument aux morts municipal.

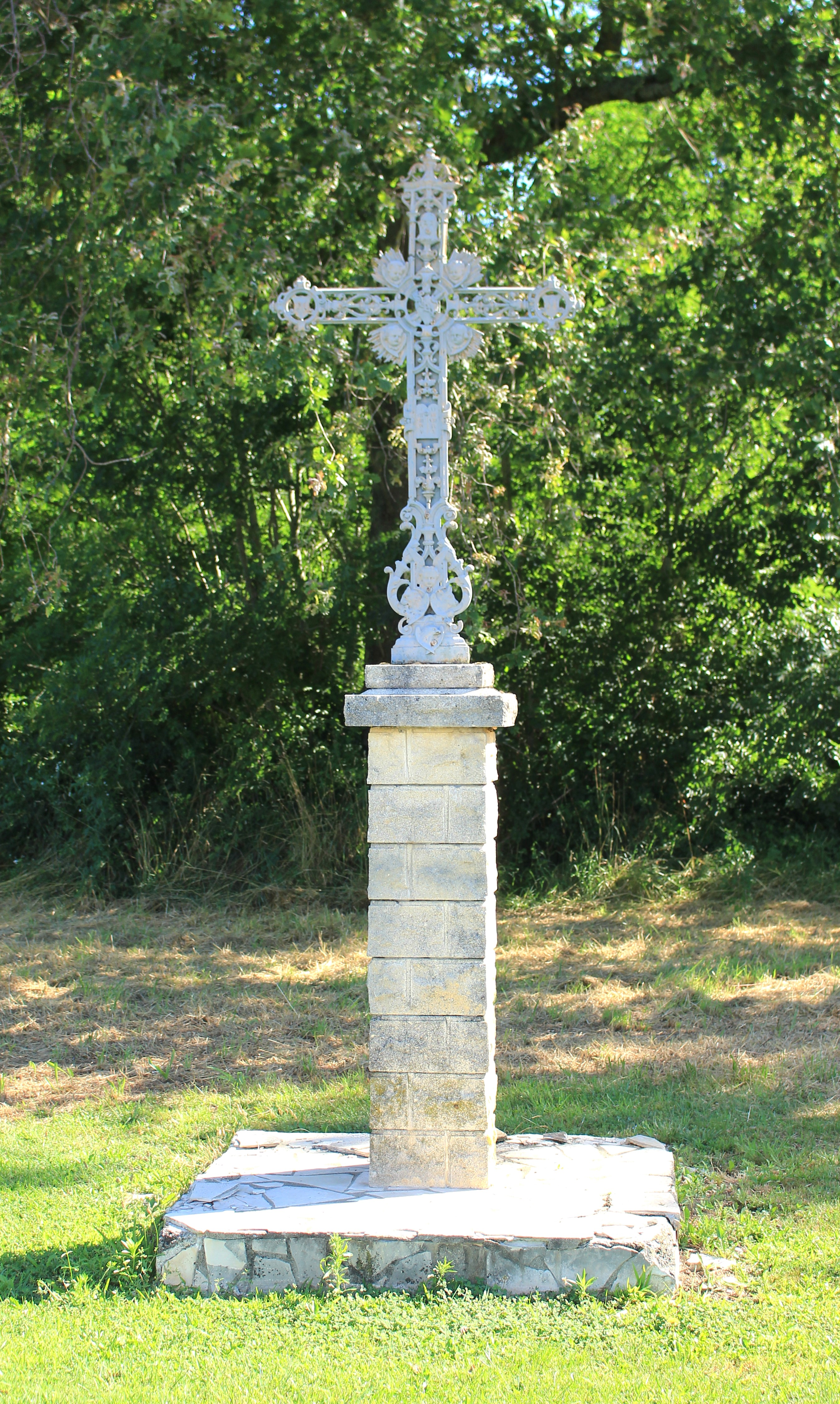
Une croix.

- Église Saint-Jean-Baptiste de Betpouy.

Sélection de vues de l'église Saint-Jean-Baptiste en 2015
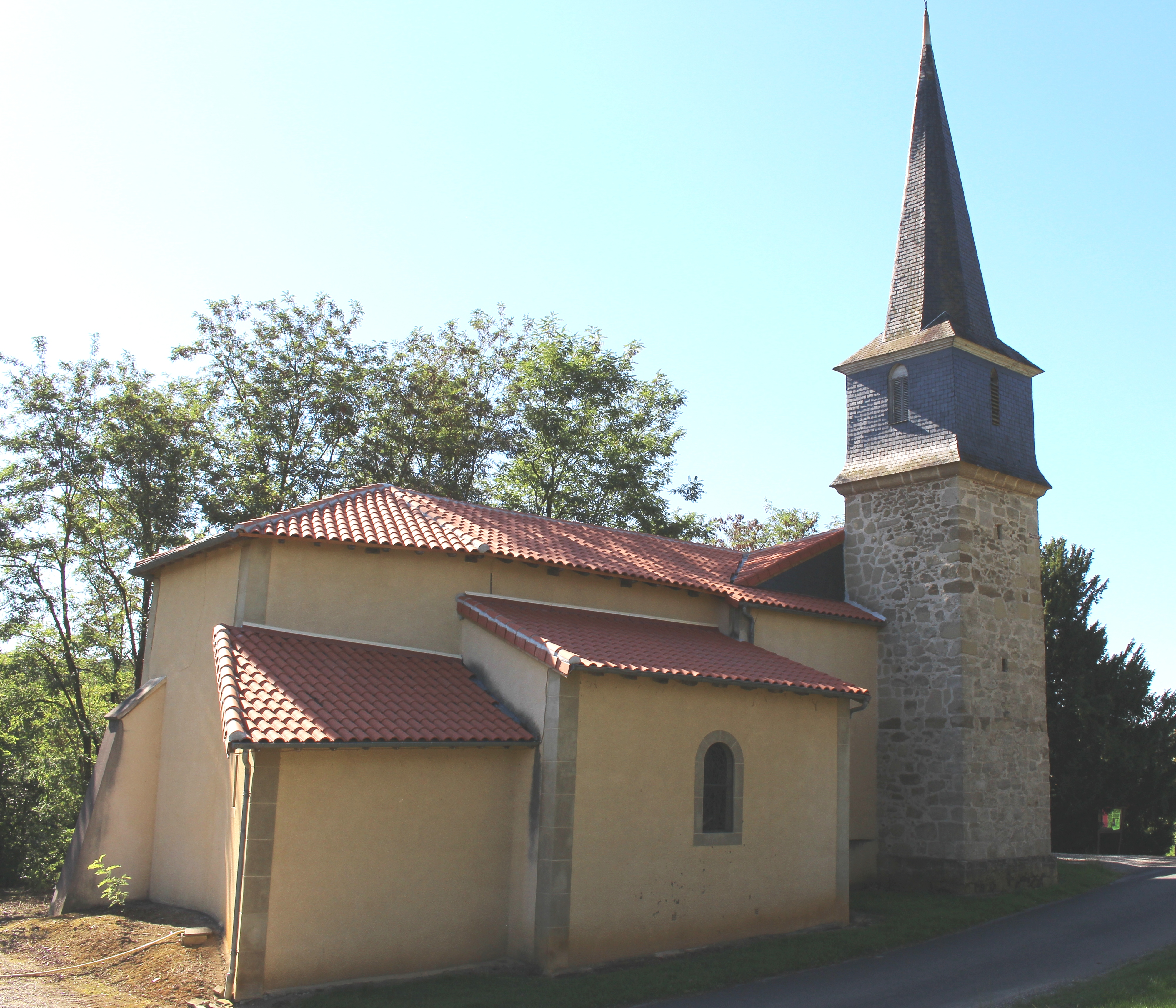
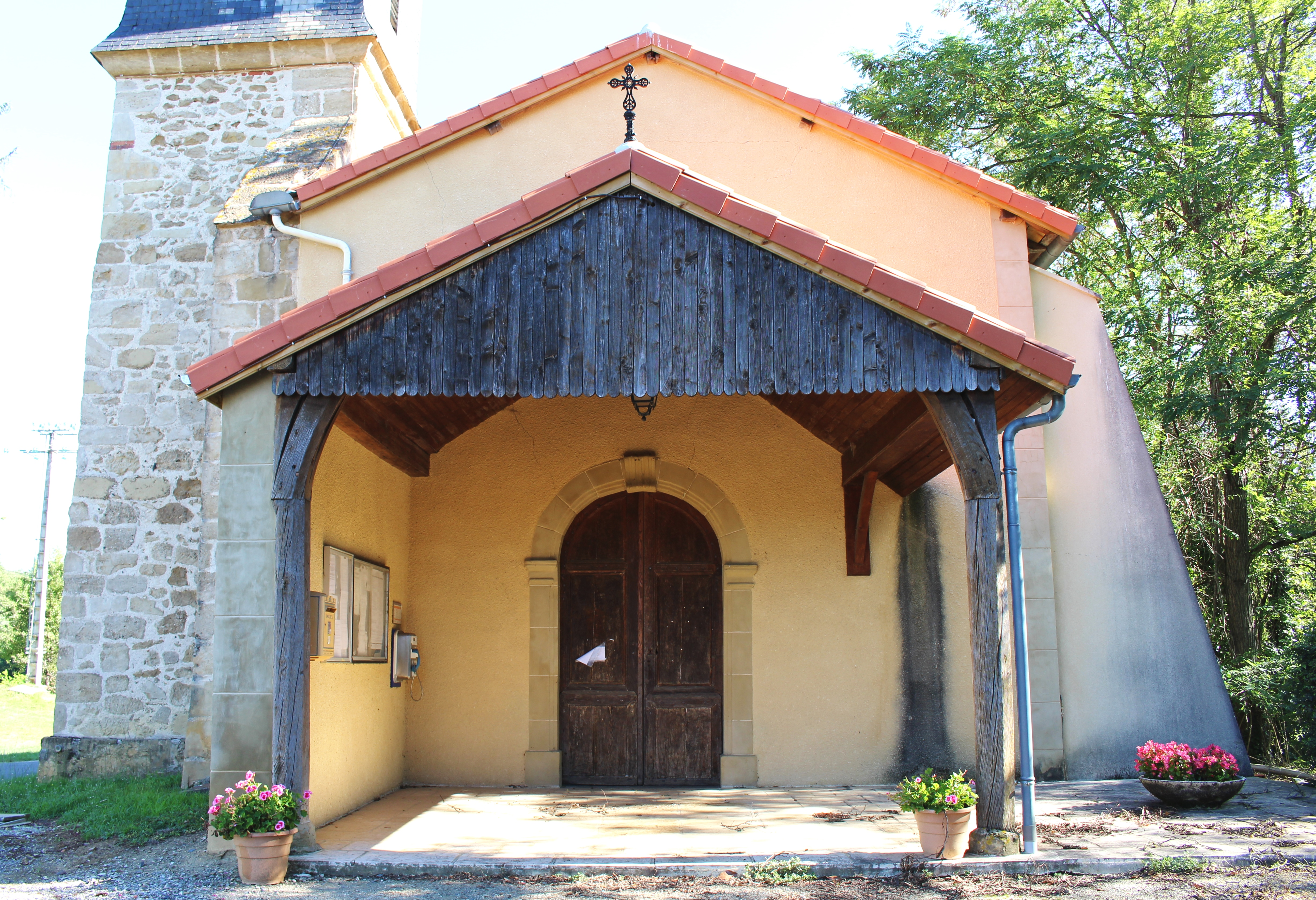
L'entrée.
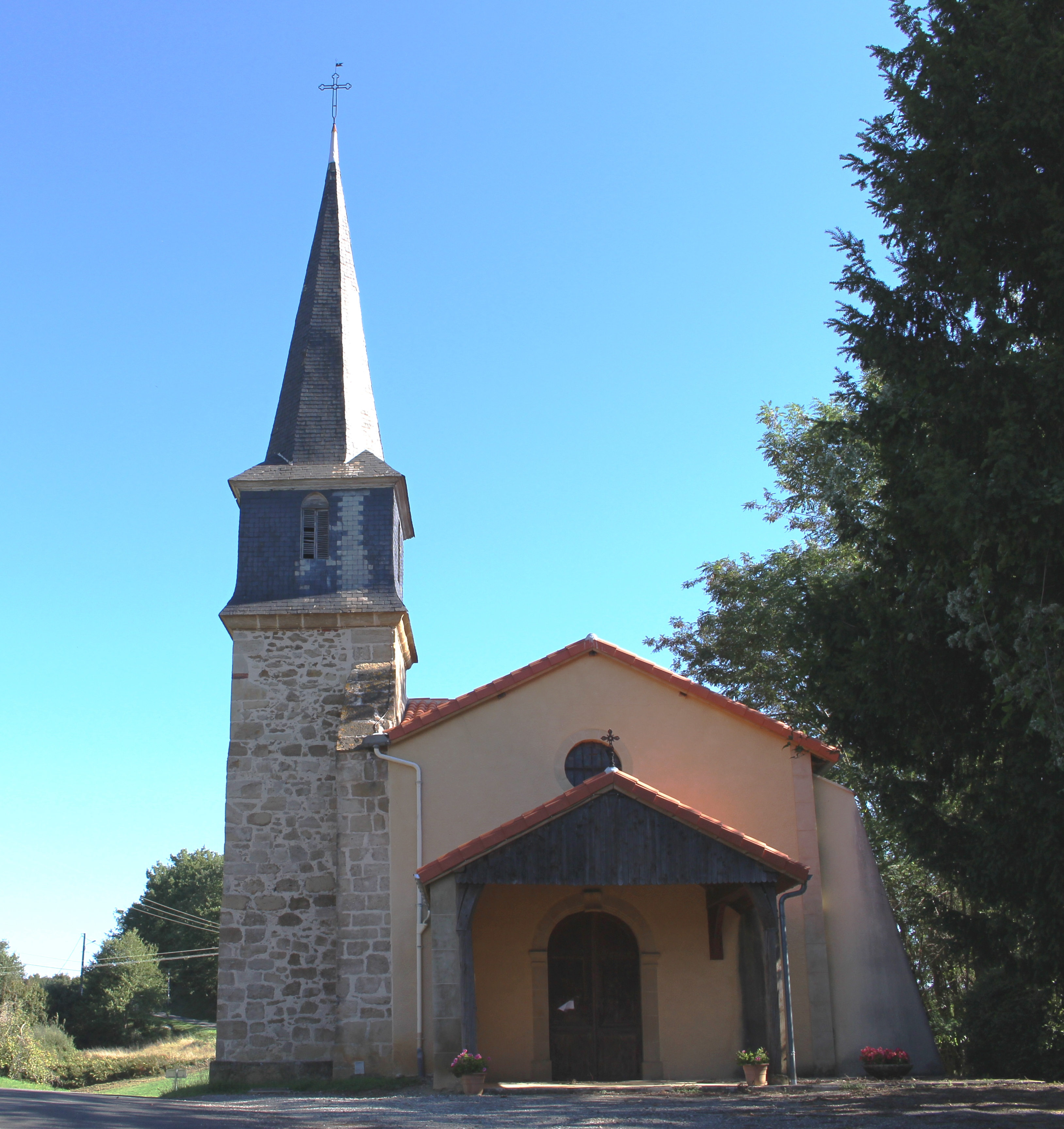
Le clocher.
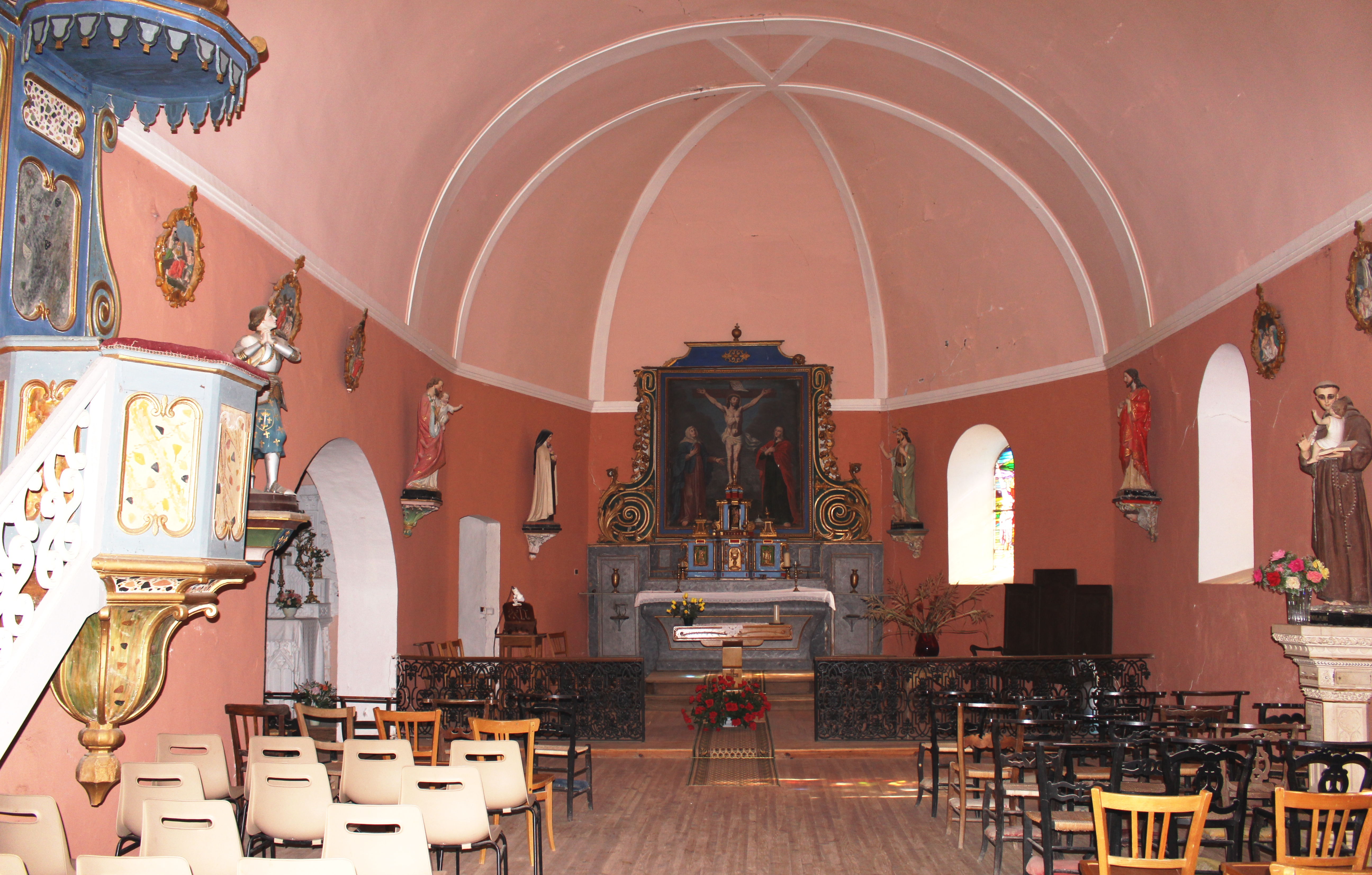
Le chœur.

### Héraldique
Commune sans blason officiel.